# HY Большого Пса
HY Большого Пса (лат. HY Canis Majoris) — двойная затменная переменная звезда типа Алголя (EA) в созвездии Большого Пса на расстоянии приблизительно 460 световых лет (около 141 парсека) от Солнца. Видимая звёздная величина звезды — от +9,84m до +9,18m. Орбитальный период — около 4,9777 суток.

## Характеристики
Первый компонент — оранжевый субгигант, эруптивная переменная звезда типа RS Гончих Псов (RS) спектрального класса K3IV или K0.
Второй компонент — жёлтый субгигант спектрального класса G0IV.